# Kelsen Group
Kelsen Group A/S er en dansk producent af småkager, der kendes under mærker som Kjeldsens, Royal Dansk, m.f. Virksomheden blev grundlagt i 1933 i Nørre Snede og består i dag af to bagerier i Ribe og Nørre Snede i Danmark. Der er 350 medarbejdere, der hvert år producerer 25.000 tons småkager, som sælges på 95 markeder. I 2019 opkøbte det Ferrero-ejede CTH Invest SA virksomheden.